# 구리섬
구리섬은 경기도 화성시 서신면 백미리에 있던 섬으로, 현재는 육지가 되었다.

## 지명 유래
섬에서 천연 굴이 많이 나서 '굴섬'이라 했던 것이 와전되어 붙은 이름이라고 한다.